# 张九成
张九成（1092年—1159年），字子韶，号无垢，又号横浦居士。钱塘人，南宋官員、學者。

## 生平
祖籍河南开封。生于宋哲宗元祐七年（1092年），早年從楊時學，“經學多訓解”，绍兴二年（1132年）壬子科殿试状元，授镇东签判，與大慧宗杲禪師友善。因「坐議朝廷」謫居南安軍。绍兴二十六年（1156）知温州，有惠政，陈傅良稱其敏于政事。绍兴二十九年（1159年）卒。

## 身后
寶慶初，特贈太師，封崇國公，諡文忠。

## 著作
著有《横浦集》二十卷及《中庸說》三卷。

## 思想
张九成的思想雜以儒釋，因此以为“君子戒慎恐惧，酝酿成中庸之道”，朱熹則稱“此殆释氏一闻千悟、一超直入之虚谈也。”朱熹視張九成如防“洪水猛獸”，甚至为此撰有《杂学辨·张无垢中庸解》。《宋史》评张九成说：“九成研思经学，多有训解，然早与学佛者游，故其议论多偏。”

## 延伸阅读
[在维基数据编辑]
 《宋史·卷374》，出自脱脱《宋史》